# Marek Saganowski
Marek Mirosław Saganowski (* 31. Oktober 1978 in Łódź) ist ein ehemaliger polnischer Fußballspieler.

## Karriere

### Verein
Schon mit siebzehn Jahren galt er als eines der größten Stürmertalente Polens und wechselte dann im Alter von achtzehn Jahren vom ŁKS Łódź zu Feyenoord Rotterdam. Nach wenigen Einsätzen für Rotterdam wurde er im Januar 1997 zum Hamburger SV ausgeliehen, bei dem er bereits im Sommer 1996 vorgespielt hatte und dem Bundesligisten schriftlich zugesagt hatte. In Hamburg setzte sich Saganowski ebenfalls nicht durch.
Nach nur einer Saison wechselte er zum ŁKS Łódź zurück und zeigte dort wieder seine fußballerischen Fähigkeiten. Über den Umweg Wisła Płock (damals Orlen Płock) und Odra Wodzisław Śląski kam er zu Legia Warschau, wo er zum Nationalspieler reifte. 2005 wurde er für 750.000 Euro von Legia Warschau an Vitória Guimarães verkauft. Seine 13 Treffer konnten den Verein vor dem Abstieg jedoch nicht bewahren. Trotz angeblicher Angebote vom FC Porto und Benfica Lissabon, entschied er sich nach Frankreich zu ES Troyes AC zu wechseln, wurde aber im Winter aufgrund von Streitigkeiten mit dem Trainer und dem Vorstand an den FC Southampton bis zum Saisonende ausgeliehen und nach der abgelaufenen Saison fest verpflichtet. Im August 2008 wechselte Marek Saganowski, auf Leihbasis, zum dänischen Meister Aalborg BK. Am 21. Oktober 2008 erzielte er gegen den FC Villarreal seinen ersten Treffer in der Champions League. Zur Rückrunde 2008/09 spielte Saganowski wieder in England für den Southampton FC. Am 26. Januar 2010 unterschrieb er einen Vertrag beim griechischen Erstligisten Atromitos. In Griechenland absolvierte er insgesamt 34 Ligaspiele, in denen er fünf Tore erzielte. Im Sommer 2011 kehrte er wieder zu seinem Heimatverein ŁKS Łódź zurück. Trotz seiner sechs Tore in 29 Ligaspielen, konnte Saganowski den Abstieg nicht verhindern. Zum 1. Juli 2012 unterschrieb Saganowski einen Einjahresvertrag bei seinem Ex-Klub Legia Warschau.

### Nationalmannschaft
Für die polnische Fußballnationalmannschaft absolvierte Marek Saganowski bisher seit 1996 insgesamt 34 Länderspiele und erzielte fünf Tore. 2008 nahm er an der Fußball-Europameisterschaft in Österreich und der Schweiz teil.

## Erfolge
- Polnischer Meister (1998 mit ŁKS Łódź und 2013, 2014, 2016 mit Legia Warschau)
- EM-Teilnahme (2008 mit Polen)
- Polnischer Pokalsieger (2013 mit Legia Warschau)

## Wissenswertes
Sein älterer Bruder Bogusław Saganowski war polnischer Beachsoccer-Nationalspieler und spielt auch noch Futsal für den polnischen Klub Clearex Chorzów.